# Rapallofördraget (1920)
Ej att förväxla med Rapallofördraget (1922).
Rapallofördraget (italienska: Trattato di Rapallo, kroatiska: Rapalski ugovor, slovenska: Rapalska pogodba) var ett fredsfördrag som ingicks år 1920 mellan Italien och Serbernas, kroaternas och slovenernas kungarike (från år 1929 kallat Jugoslavien). Fördraget undertecknades den 12 november 1920 i den italienska kuststaden Rapallo och hade till syfte att lösa den så kallade "Adriatiska frågan" – en territoriell dispyt som uppstått mellan Italien och  Serbernas, kroaternas och slovenernas kungarike efter första världskrigets slut och Österrike-Ungerns upplösning år 1918. De områden som berördes i fördraget hade tidigare tillhört de österrikisk-ungerska provinserna Österrikiska kustlandet och Dalmatien. Idag tillhör områdena till största del Kroatien och Slovenien.

## Bakgrund
Efter första världskrigets slut avsåg Italien annektera de områden som landet tilldelats i Londonfördraget år 1915. Enligt detta fördrag, som i hemlighet hade undertecknats av Italien och ententen, utlovades Italien flera territorier i utbyte för sitt samarbete. Vid händelse av seger för ententen, vilket också blev utfallet, lovades Italien flera områden som tidigare tillhört Österrike-Ungern. Efter krigets slut och Österrike-Ungerns upplösning gjorde Italien sålunda anspråk på det tidigare Österrikiska kustlandet och norra Dalmatien.
Efter kriget år 1918 skapades en ny stat i sydöstra Europa. Den nya staten som kallades Serbernas, kroaternas och slovenernas kungarike grundades genom sammanslagning av Kungariket Serbien, Kungariket Montenegro och de områden i Österrike-Ungern som hade en sydslavisk befolkning och som efter Österrike-Ungerns upplösning bildat en tillfällig stadsbildning kallad Slovenernas, kroaternas och serbernas stat. Eftersom de områden som Italien gjorde anspråk på hade en stor sydslavisk befolkning uppstod en territoriell tvist mellan Italien och den nyskapade sydslaviska staten. Områdena i sin helhet var multietniska med en majoritetsbefolkning bestående av slovener och kroater. Lokalt och i vissa delar av dessa områden utgjorde dock italienare och italiensktalande en majoritet. 

## Fördragets tillkomst
I de förhandlingar som år 1919 ledde till Versaillesfreden ville västmakterna under ledning av USA:s president Woodrow Wilson inte ge vika för Italiens territoriella krav. Mot bakgrund av Wilsons idé om folkens självbestämmanderätt, skapandet av en sydslavisk stat samt förevändningen att Italiens bidrag under kriget varit blygsamma ogiltigförklarades Londonfördraget av västmakterna. Dessa gav inte vika trots att den italienska sidan hotade att lämna förhandlingarna. De nya förutsättningarna ledde till att den italienska regeringen under ledning av premiärministern Giovanni Giolitti valde att förhandla och finna en kompromiss direkt med den sydslaviska sidan. Förhandlingarna påbörjades den 9 november 1920 och den 12 november samma år undertecknades det färdiga avtalet i italienska Rapallo.
Huvudförhandlarna från den italienska sidan var Giovanni Giolitti (premiärminister), Carlo Sforza (utrikesminister) och Ivanoe Bonomi (försvarsminister). Den sydslaviska sidan representerades av kroaten Ante Trumbić (utrikesminister) och serberna Milenko Vesnić (premiärminister) och Kosta Stojanović (finansminister).

## Fördragets slutsatser
| Karta som visar Italiens territoriella förändring före (vänster) och efter (höger) avtalet. |  | Karta som visar Italiens territoriella förändring före (vänster) och efter (höger) avtalet. |
| Karta som visar Italiens territoriella förändring före (vänster) och efter (höger) avtalet. |  |                                                                                             |

Fördraget undertecknades den 12 november 1920 och slog fast att följande områden skulle tillfalla Italien:
- De västra delarna av det forna Hertigdömet Krain.[1]
- Det forna Österrikiska kustlandet, förutom Kastavs kommun och ön Krk.[1]
- Staden Zadar (tidigare provinshuvudstad i Kungariket Dalmatien) samt öarna Lastovo och Palagruža.[1]

Fördraget fastslog även att staden Rijeka med omgivningar skulle bilda den självständiga Fristaten Fiume. Denna del av fördraget upphävdes år 1924 då Italien och Serbernas, kroaternas och slovenernas kungarike undertecknade Romfördraget vars slutsatser innebar att Fristaten Fiume upplöstes och annekterades av Italien. 

## Konsekvenser
Den sydslaviska sidan ansåg att avtalet var ogynnsamt och tillkom i en ofördelaktig politisk miljö och tid där den brittiska, franska och amerikanska diplomatin började ge efter för Italiens territoriella anspråk längs den östra adriatiska kusten. Under förhandlingarna klargjorde den italienska sidan att deras förslag borde godtas av sydslaverna och att Italien annars var redo att implementera sina yttre gränser i enlighet med Londonfördraget från år 1915.
Fördraget innebar att ett stort antal slovener och kroater efter avtalets implementering hamnade i områden som tillfallit Italien. Enligt fördraget hamnade uppemot en halv miljon sydslaver i Italien medan endast några hundra italienare hamnade i den nya sydslaviska staten. I enlighet med avtalet kunde de italienare som blev kvar i de områden som tillfallit Serbernas, kroaternas och slovenernas kungarike ansöka om italienskt medborgarskap. Därtill fick de som etnisk minoritet rätt till att bruka sitt eget språk och full religionsfrihet. Detsamma erbjöds inte de sydslaver som efter avtalet levde i områden som tillfallit Italien.
På grund av den sydslaviska sidan missnöje med avtalet ratificerades aldrig fredsfördraget av Nationalförsamlingen i Belgrad. Istället bekräftades det den 26 juni 1921 genom ett kungligt beslut. De områden som tillfallit Italien år 1920 återbördades till Jugoslavien efter andra världskriget.